# Racismo reverso
Racismo reverso é um conceito que descreve atos de discriminação e preconceito perpetrados por minorias raciais ou grupos étnicos historicamente oprimidos contra indivíduos pertencentes à maioria racial ou grupos étnicos historicamente dominantes. Em outras palavras, trata-se de discriminação reversa baseada em critérios raciais. É um racismo "ao contrário", no qual as minorias são racistas em relação às maiorias.
O conceito de racismo reverso, no entanto, é controverso e debatido. Muitos acadêmicos e ativistas argumentam que o racismo está ligado a estruturas de poder e opressão sistêmica, o que significa que grupos minoritários historicamente marginalizados não possuem o mesmo poder institucional para perpetuar formas sistêmicas de racismo.

## Controvérsia
Nas ciências sociais, entende-se que racismo reverso não existe. Atos de racismo de minorias contra maiorias podem até ocorrer, mas, conforme explica Silvio Almeida, é preciso lembrar que o racismo não é apenas individual, mas sobretudo institucional e estrutural, e está ancorado em um domínio político de uma maioria sobre uma minoria. Deste modo, a própria ideia de racismo reverso não faz sentido:
O racismo reverso seria uma espécie de “racismo ao contrário”, ou seja, um racismo das minorias dirigido às maiorias. Há um grande equívoco nessa ideia porque membros de grupos raciais minoritários podem até ser preconceituosos ou praticar discriminação [racismo individual], mas não podem impor desvantagens sociais a membros de outros grupos majoritários, seja direta, seja indiretamente. Homens brancos não perdem vagas de emprego pelo fato de serem brancos, pessoas brancas não são “suspeitas” de atos criminosos por sua condição racial, tampouco têm sua inteligência ou sua capacidade profissional questionada devido à cor da pele.— Almeida, Silvio (10 de julho de 2019). Racismo Estrutural. [S.l.]: Pólen Produção Editorial LTDA
Almeida lembra ainda que a própria ideia de racismo "reverso" é curiosa, pois implica que há uma forma "correta" de racismo — contra negros, judeus, etc. — e outra "anormal", "atípica", "reversa". Assim, o próprio conceito já revela o caráter estrutural do racismo presente na sociedade.
Os conservadores acusam as ações afirmativas de serem um exemplo de racismo reverso oficialmente sancionado, descrevendo-o como "tratamento preferencial, discriminando em favor de membros de grupos sub-representados, que foram tratados injustamente no passado, contra pessoas inocentes". Em contraposição a isso, é possível afirmar, com Silvio Almeida, que existe uma discriminação positiva, que serve para corrigir desvantagens históricas, e uma discriminação negativa, que é o racismo propriamente dito.

## Regiões

### África do Sul
O termo é constante no discurso político sul-africano pós-apartheid, particularmente em relação ao esforço governamental de equiparação demográfica do serviço público, predominantemente branco. Em 1995, o então presidente Nelson Mandela acusou vice-chanceleres de universidades historicamente brancas de racismo reverso ao permitirem que estudantes negros protestassem violentamente. Seu governo foi criticado por sua suposta lentidão proposital em políticas sociais, causado pelo receio de ser classificado como "racista reverso".

### Estados Unidos
O termo surge nos Estados Unidos no contexto do movimento dos direitos civis dos negros. Na época, era mais frequente o uso de "racismo negro", especialmente em referência a grupos como os Panteras Negras. O discurso do racismo reverso torna-se mais claro após a década de 1970, especialmentente em reação às políticas de ações afirmativas.

### Atitudes públicas
Embora não seja empiricamente apoiada, a crença no racismo reverso é generalizada nos Estados Unidos, A crença dos brancos no racismo reverso aumentou constantemente desde o luta pelos direitos civis dos negros de 1960s e contribuiu para a ascensão de movimentos sociais conservadores como o Tea Party.
A percepção de diminuição da discriminação anti-negra foi correlacionada com a crença dos brancos no aumento da discriminação anti-branca. Pesquisadores da Tufts University e Harvard relataram em 2011 que muitos americanos brancos sentiam como se tivessem sofrido a maior discriminação entre grupos raciais, apesar dos dados em contrário. Enquanto os entrevistados negros viam o racismo anti-negro como um problema contínuo, os brancos tendiam a ver esse racismo como algo do passado, a ponto de verem o preconceito contra os brancos como sendo mais prevalente.
Os brancos substituíram os negros como as principais vítimas de discriminação. Essa perspectiva emergente é particularmente notável porque quase todas as estatísticas [...] métricas, continuam a indicar resultados drasticamente piores para negros do que brancos americanos.
Estudos psicológicos com americanos brancos mostraram que a crença no racismo anti-branco está ligada ao apoio à hierarquia racial existente nos EUA. bem como a ideia de meritocracia, especificamente a ideia de que o sucesso vem do "trabalho duro". A maioria (57%) dos brancos entrevistados em uma pesquisa de 2016 do Public Religion Research Institute disse acreditar que a discriminação contra os brancos era um problema tão significativo quanto a discriminação contra os negros, enquanto apenas uma minoria de afro-americanos (29%) e hispânicos (38%) concordaram.
O teórico crítico da raça David Theo Goldberg argumenta que a noção de racismo reverso representa uma negação da realidade histórica e contemporânea da discriminação racial, enquanto a antropóloga Jane H. Hill escreve que acusações de racismo reverso tendem a negar a existência do privilégio branco e poder na sociedade. Em Racism without Racists, o sociólogo Eduardo Bonilla-Silva argumenta que as percepções dos brancos sobre o racismo reverso resultam do que ele chama de nova ideologia dominante do "racismo daltônico", que trata a desigualdade racial como uma coisa do passado e, portanto, para que se permita a continuar a oposição a esforços concretos de reforma.